# متحف التاريخ السياسي لروسيا
متحف الدولة للتاريخ السياسي لروسيا (المعروف باسم متحف الدولة للثورة قبل أغسطس 1991) هو متحف سياسي يقع في سانت بطرسبرغ. يقوم بأرشفة وعرض التاريخ السياسي للاتحاد الروسي.

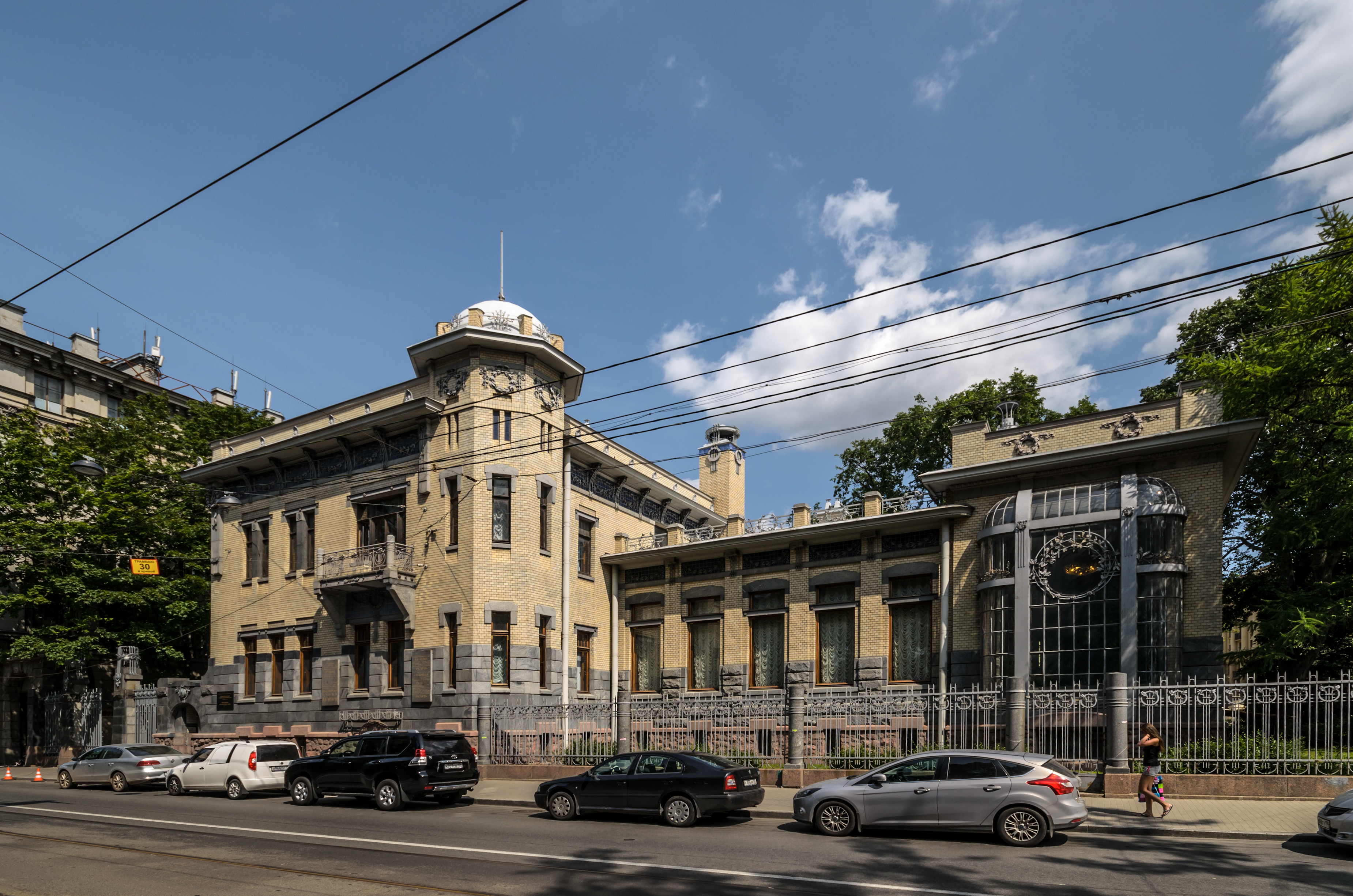
القصر السابق لماتيلد كشيسينسكا، أحد مباني المتحف

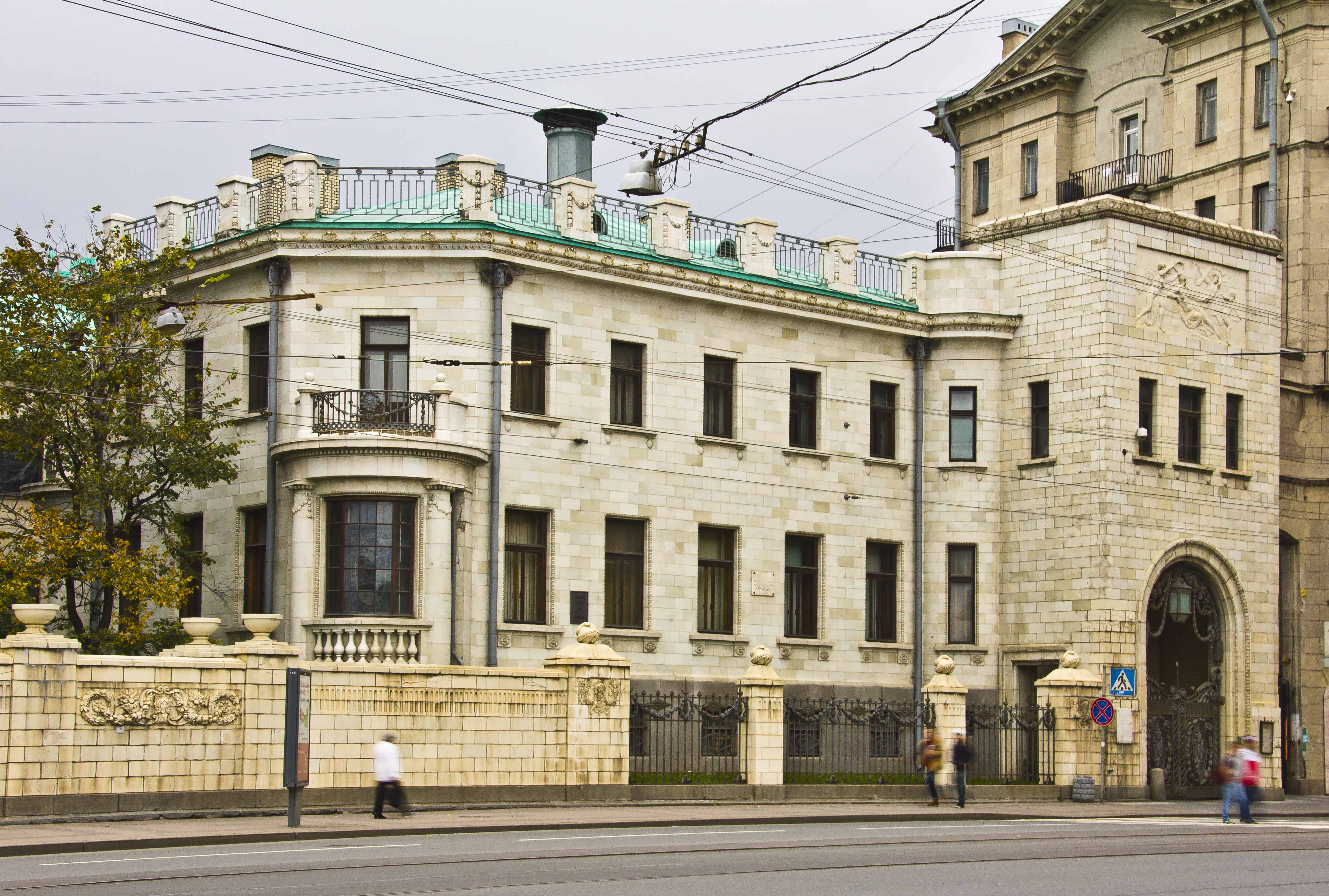
القصر السابق للتاجر فاسيلي إيمانويلوفيتش براندت، مبنى متحف آخر

## المعارض
يضم المتحف قطعًا أثرية مملوكة لشخصيات رئيسية في تاريخ روسيا، مثل مقتنيات السياسيين ورجال الدولة والعلماء والقادة العسكريين، ومن بينهم سيرجي ويت، ونيقولا الثاني، وفلاديمير لينين، وميخائيل غورباتشوف، ويوري جاجارين. تقويم المعارض متاح على الإنترنت.